# Howlandov otok
Howlandov otok, izvorno angleško 'Howland Island', je nenaseljen atol severno od ekvatorja v osrednjem Tihem oceanu na  0°48′N, 176°38′W, okoli 3100 km jugozahodno od Honoluluja. Leži nekako na pol poti med Havaji in Avstralijo.
Howlandov otok je nevključeni in neorganizirani teritorij ZDA.